# Epidendrum sanctalucianum
Epidendrum sanctalucianum är en orkidéart som beskrevs av Henry Gordon Jones. Epidendrum sanctalucianum ingår i släktet Epidendrum och familjen orkidéer. Inga underarter finns listade i Catalogue of Life.